# Knox-klass
Knox-klassen är en klass fregatter, ursprungligen klassade som ”Ocean escorts”, byggda för USA:s flotta under 1960- och 1970-talen. Knox-klassen var de sista ångdrivna örlogsfartygen som byggdes i USA (atomdrivna fartyg undantagna). Med 46 byggda fartyg är det också en av de talrikaste amerikanska fartygsklasserna sedan andra världskriget.

## Bakgrund
Knox-klassen byggdes för att ersätta Garcia- och Brooke-klasserna. Även om de var relativt nybyggda så började de redan bli omoderna med sin artilleri-baserade beväpning. Dessutom var de konstruerade att bära den obemannade UAV-helikoptern Gyrodyne QH-50 DASH. När DASH-programmet lades ner byggdes fartygen om att bära en LAMPS-helikopter (Kaman SH-2 Seasprite), men ombyggnaden var inte helt lyckad. Knox-klassen var större och hade bättre förutsättningar att härbärgera en bemannad helikopter.

## Konstruktion

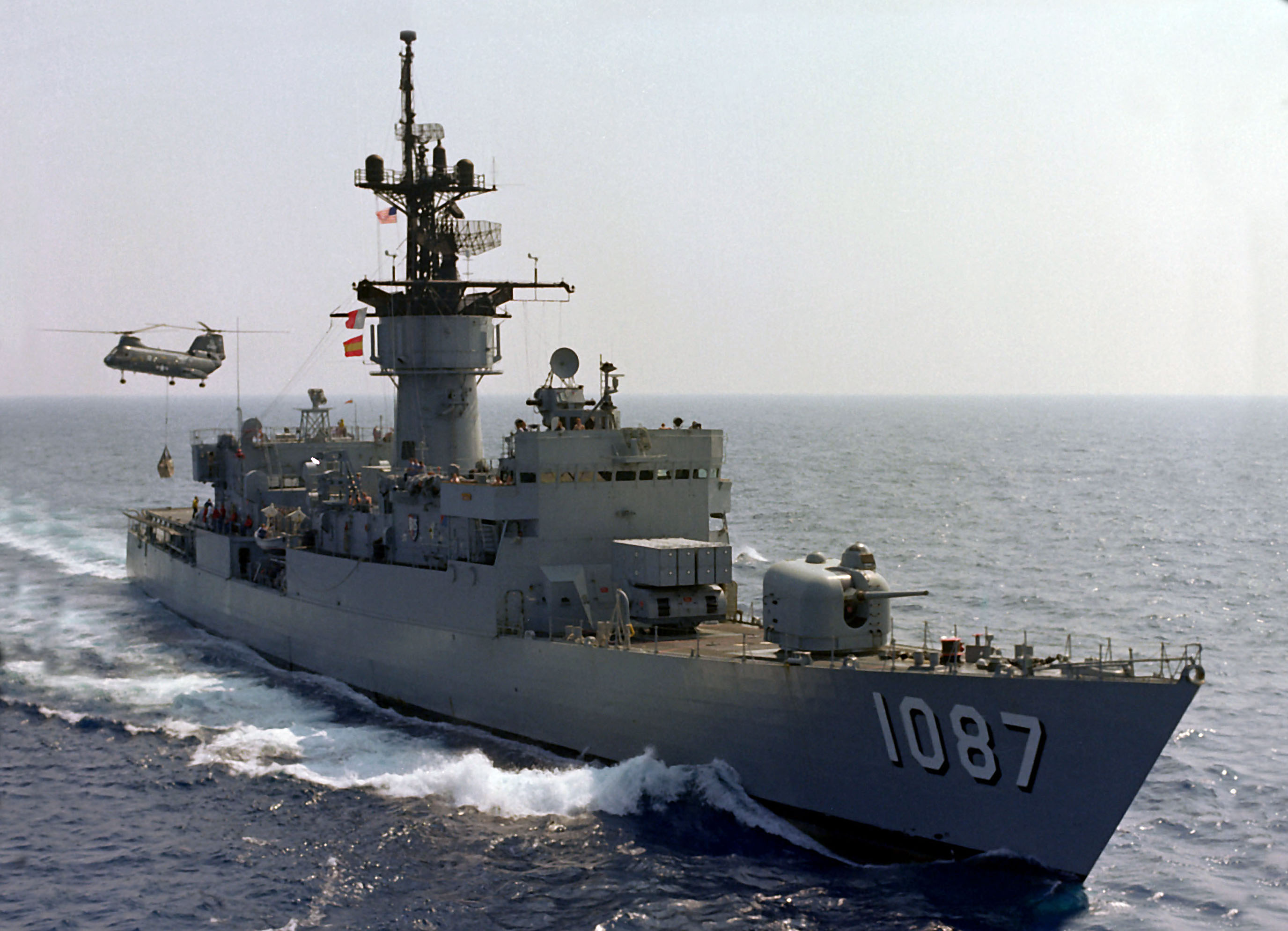
USS Kirk tar emot förnödenheter från en CH-46 Sea Knight.

Knox-klassen ärvde framdrivningssystemet från sina föregångare. Ångpannorna var relativt avancerade med forcerad lufttillförsel till brännarna och ett arbetstryck på 8,3 MPa. Men eftersom Knox-klassen var drygt 1 000 ton tyngre än sina föregångarna så blev maxfarten inte högre än 27 knop. Dessutom gav designen med en propeller stor svängradie. Kombinationen av låg toppfart och stor svängradie gjorde att Knox-klassen inte kunde gå i närstrid med en ubåt med sjunkbomber och målsökande torpeder utan var tvungen att förlita sig på ASROC-robotar och helikopter för att bekämpa undervattensmål på avstånd. Enbart en propeller gjorde också fartygen sårbara för skador på drivsystemet. Men på grund av god driftsekonomi och effektiva sensorer, i synnerhet på de fartyg som var utrustade med TACTASS-släpsonar, var de effektiva ubåtsjägare om de kombinerades med andra enheter i så kallade Hunter-Killer teams där andra enheter stod för själva vapeninsatsen. I synnerhet kombinationen med patrullflygplan som Lockheed P-3 Orion som snabbt kunde lokalisera och anfalla upptäckta mål över ett stort område var effektiv.

## Användning
Några av fartygen i Knox-klassen deltog i Vietnamkriget, huvudsakligen som eskort åt hangarfartyg, men även för andra uppdrag som beskjutning av landmål med artilleri. USS Harold E. Holt (FF-1074) utmärkte sig i slutet av kriget genom bordningen av lastfartyget S/S Mayaguez som hade kapats av Röda khmererna. Därefter har Knox-klass fregatter deltagit i så gott som alla stora amerikanska militäroperationer fram till och med operation Desert Storm. Efter Sovjetunionens fall avrustades alla fartyg i Knox-klassen och lades i malpåse. I början av 2000-talet skrotades de äldsta fartygen eller sänktes som skjutmål medan de nyare såldes eller skänktes till Mexiko, Thailand, Taiwan, Grekland, Turkiet och Egypten.

## Fartyg i klassen
| Namn             | Nummer  | Varv      | Påbörjad          | Sjösatt           | Tagen i tjänst    | Avrustad          | Öde                                                     |
| ---------------- | ------- | --------- | ----------------- | ----------------- | ----------------- | ----------------- | ------------------------------------------------------- |
| Knox             | FF-1052 | Seattle   | 5 oktober 1965    | 19 november 1966  | 12 april 1969     | 14 februari 1992  | Sänkt som skjutmål 7 augusti 2007.                      |
| Roark            | FF-1053 | Seattle   | 2 februari 1966   | 27 april 1967     | 22 november 1969  | 14 december 1991  | Skrotad 2004.                                           |
| Gray             | FF-1054 | Seattle   | 19 november 1966  | 3 november 1967   | 4 april 1970      | 29 juni 1991      | Skrotad i juli 2001.                                    |
| Hepburn          | FF-1055 | San Pedro | 1 juni 1966       | 25 mars 1967      | 3 juli 1969       | 20 december 1991  | Sänkt som skjutmål 4 juni 2002.                         |
| Connole          | FF-1056 | Avondale  | 23 mars 1967      | 20 juli 1968      | 30 augusti 1969   | 30 augusti 1992   | Såld till Grekland som Ipiros. Sänkt som skjutmål 2006. |
| Rathburne        | FF-1057 | Lockheed  | 8 januari 1968    | 2 maj 1969        | 16 maj 1970       | 14 februari 1992  | Sänkt som skjutmål 5 juli 2002.                         |
| Meyerkord        | FF-1058 | San Pedro | 1 september 1966  | 15 juli 1967      | 28 november 1969  | 14 december 1991  | Skrotad i december 2001.                                |
| W. S. Sims       | FF-1059 | Avondale  | 10 april 1967     | 4 januari 1969    | 3 januari 1970    | 6 september 1991  | Såld till Turkiet som reservdelar 1999.                 |
| Lang             | FF-1060 | San Pedro | 25 mars 1967      | 17 februari 1968  | 28 mars 1970      | 12 december 1991  | Skrotad i december 2001.                                |
| Patterson        | FF-1061 | Avondale  | 12 oktober 1967   | 3 maj 1969        | 14 mars 1970      | 30 september 1991 | Skrotad i september 1999.                               |
| Whipple          | FF-1062 | Seattle   | 24 april 1967     | 12 april 1968     | 22 augusti 1970   | 14 februari 1992  | Såld till Mexiko som Mina.                              |
| Reasoner         | FF-1063 | Lockheed  | 6 januari 1969    | 1 augusti 1970    | 31 juli 1971      | 28 augusti 1993   | Såld till Turkiet som Kocatepe.                         |
| Lockwood         | FF-1064 | Seattle   | 3 november 1967   | 5 september 1968  | 5 december 1970   | 27 september 1993 | Skrotad i augusti 2000.                                 |
| Stein            | FF-1065 | Lockheed  | 1 juni 1970       | 19 december 1970  | 8 januari 1972    | 19 mars 1992      | Såld till Mexiko som Allende.                           |
| Marvin Shields   | FF-1066 | Seattle   | 12 april 1968     | 23 oktober 1969   | 10 april 1971     | 2 juli 1992       | Såld till Mexiko som Abasolo.                           |
| Francis Hammond  | FF-1067 | San Pedro | 15 juli 1967      | 11 maj 1968       | 25 juli 1970      | 2 juli 1992       | Skrotad i mars 2003.                                    |
| Vreeland         | FF-1068 | Avondale  | 20 mars 1968      | 14 juni 1969      | 13 juni 1970      | 30 juni 1992      | Såld till Grekland som Macedonia.                       |
| Bagley           | FF-1069 | Lockheed  | 22 september 1970 | 24 april 1971     | 6 maj 1972        | 26 september 1991 | Skrotad i september 2000.                               |
| Downes           | FF-1070 | Seattle   | 5 september 1968  | 12 december 1969  | 28 augusti 1971   | 14 februari 1992  | Sänkt som skjutmål 15 augusti 2003.                     |
| Badger           | FF-1071 | San Pedro | 17 februari 1968  | 7 december 1968   | 1 december 1970   | 20 december 1991  | Sänkt som skjutmål 22 juli 1998.                        |
| Blakely          | FF-1072 | Avondale  | 3 juni 1968       | 23 augusti 1969   | 18 juli 1970      | 15 november 1991  | Skrotad i september 2000.                               |
| Robert E. Peary  | FF-1073 | Lockheed  | 20 december 1970  | 23 juni 1971      | 23 september 1972 | 7 augusti 1992    | Såld till Taiwan som Chi Yang.                          |
| Harold E. Holt   | FF-1074 | San Pedro | 11 maj 1968       | 3 maj 1969        | 26 mars 1971      | 2 juli 1992       | Sänkt som skjutmål 10 juli 2002.                        |
| Trippe           | FF-1075 | Avondale  | 29 juli 1968      | 1 november 1969   | 19 september 1970 | 30 juli 1992      | Såld till Grekland som Thraki.                          |
| Fanning          | FF-1076 | San Pedro | 7 december 1968   | 24 januari 1970   | 23 juli 1971      | 31 juli 1993      | Såld till Turkiet som Adatepe.                          |
| Ouellet          | FF-1077 | Avondale  | 15 januari 1969   | 17 januari 1970   | 12 december 1970  | 6 augusti 1993    | Såld till Thailand som Phuttaloetla Naphalai.           |
| Joseph Hewes     | FF-1078 | Avondale  | 14 maj 1969       | 7 mars 1970       | 24 april 1971     | 30 juni 1994      | Såld till Taiwan som Lan Yang.                          |
| Bowen            | FF-1079 | Avondale  | 11 juli 1969      | 2 maj 1970        | 22 maj 1971       | 30 juni 1994      | Såld till Turkiet som Akdeniz.                          |
| Paul             | FF-1080 | Avondale  | 12 september 1969 | 20 juni 1970      | 14 augusti 1971   | 14 augusti 1992   | Såld till Turkiet som reservdelar.                      |
| Aylwin           | FF-1081 | Avondale  | 13 november 1969  | 29 augusti 1970   | 18 september 1971 | 15 maj 1992       | Såld till Taiwan som Ni Yang.                           |
| Elmer Montgomery | FF-1082 | Avondale  | 23 januari 1970   | 21 november 1970  | 30 oktober 1971   | 30 juni 1993      | Såld till Turkiet som reservdelar.                      |
| Cook             | FF-1083 | Avondale  | 20 mars 1970      | 23 januari 1971   | 18 december 1971  | 30 april 1992     | Såld till Taiwan som Hai Yang.                          |
| McCandless       | FF-1084 | Avondale  | 4 juni 1970       | 20 mars 1971      | 18 mars 1972      | 6 maj 1994        | Såld till Turkiet som Trakya.                           |
| Donald B. Beary  | FF-1085 | Avondale  | 24 juli 1970      | 22 maj 1971       | 22 juli 1972      | 20 maj 1994       | Såld till Turkiet som Karadeniz.                        |
| Brewton          | FF-1086 | Avondale  | 2 oktober 1970    | 24 juli 1970      | 8 juli 1972       | 2 juli 1992       | Såld till Taiwan som Fong Yang.                         |
| Kirk             | FF-1087 | Avondale  | 4 december 1970   | 25 september 1971 | 9 september 1972  | 6 augusti 1993    | Såld till Taiwan som Fen Yang.                          |
| Barbey           | FF-1088 | Avondale  | 5 februari 1971   | 4 december 1971   | 11 november 1972  | 20 mars 1992      | Såld till Taiwan som Hwai Yang.                         |
| Jesse L. Brown   | FF-1089 | Avondale  | 8 april 1971      | 18 mars 1972      | 17 februari 1973  | 27 juli 1994      | Såld till Egypten som Damiyat.                          |
| Ainsworth        | FF-1090 | Avondale  | 11 juni 1971      | 15 april 1972     | 31 mars 1973      | 27 maj 1994       | Såld till Turkiet som Ege.                              |
| Miller           | FF-1091 | Avondale  | 6 augusti 1971    | 3 juni 1972       | 30 juni 1973      | 15 oktober 1991   | Såld till Turkiet och sänkt som skjutmål i juni 2001.   |
| Thomas C. Hart   | FF-1092 | Avondale  | 8 oktober 1971    | 12 augusti 1972   | 28 juli 1973      | 30 augusti 1993   | Såld till Turkiet som Zafer.                            |
| Capodanno        | FF-1093 | Avondale  | 12 oktober 1971   | 21 oktober 1972   | 17 november 1973  | 30 juli 1993      | Såld till Turkiet som Muavenet.                         |
| Pharris          | FF-1094 | Avondale  | 11 februari 1972  | 16 december 1972  | 26 januari 1974   | 15 april 1992     | Såld till Mexiko som Victoria.                          |
| Truett           | FF-1095 | Avondale  | 27 april 1972     | 3 februari 1973   | 1 juni 1974       | 30 juli 1994      | Såld till Thailand som Phutthayotfa Chulalok.           |
| Valdez           | FF-1096 | Avondale  | 30 juni 1972      | 24 mars 1973      | 27 juli 1974      | 16 december 1991  | Såld till Taiwan som Yi Yang.                           |
| Moinester        | FF-1097 | Avondale  | 25 augusti 1972   | 12 maj 1973       | 2 november 1974   | 28 juli 1994      | Såld till Egypten som Rasheed.                          |